# Închisoarea Sighet
Închisoarea Sighet a fost o închisoare din orașul Sighetu Marmației, județul Maramureș, una din cele mai temute închisori politice din România. Imediat după instaurarea regimului comunist în România au fost încarcerate la Sighet elitele intelectuale, politice și religioase care prezentau un pericol pentru autoritățile comuniste.
În anul 1993 închisoarea a fost dezafectată și transformată în muzeu. În prezent ea adăpostește muzeul Memorialul Victimelor Comunismului și al Rezistenței, fiind declarată monument istoric, cu codul cod LMI MM-II-m-A-04675.

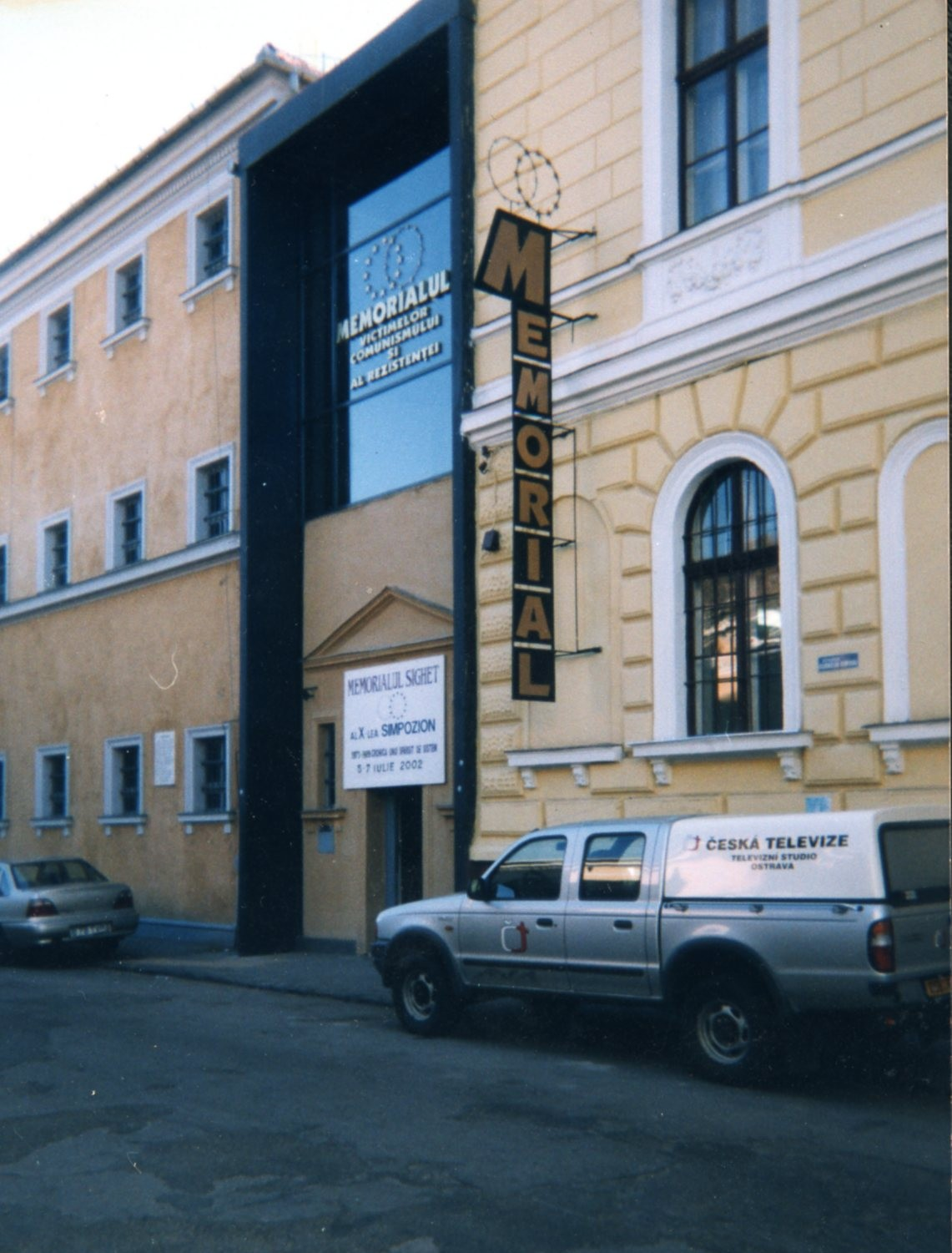
Exterior

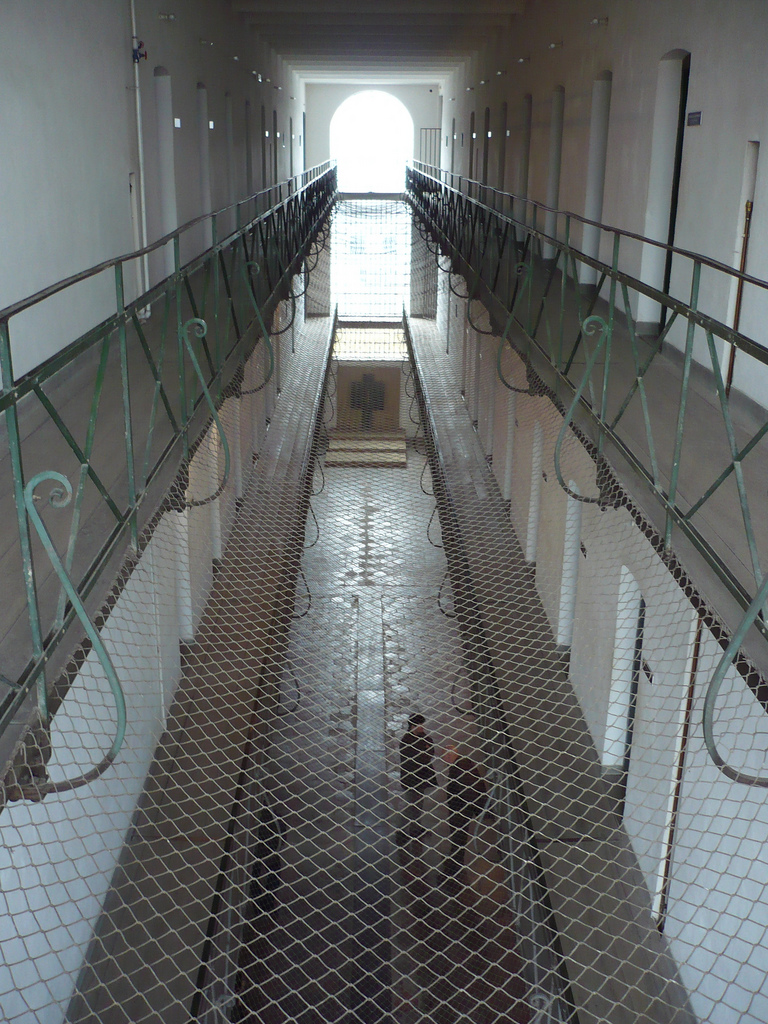
Interior

## Istoric
Închisoarea din Sighetu Marmației (numită și „Închisoarea Sighet”) a fost construită în 1897, când Transilvania încă făcea parte din Imperiul Austro-Ungar. 
După 1945 deportații sau prizonierii de război repatriați din Uniunea Sovietică treceau prin Sighet. În 1948, după ce regimul comunist s-a consolidat, Sighetul a devenit o închisoare pentru oponenții regimului. La început aici au fost încarcerați elevi, studenți și țărani din Maramureș.
În noaptea de 5/6 mai 1950, peste o sută de foști demnitari din întreaga țară au fost aduși la penitenciarul din Sighet. Printre aceștia se găseau miniștri, politicieni, academicieni, economiști, ofițeri, istorici și jurnaliști. Unii dintre ei au fost condamnați la pedepse grele, iar alții au fost închiși fără nici un fel de proces (pedeapsă „administrativă”). Majoritatea dintre ei aveau peste 60 de ani. Multe figuri importante ale României interbelice au murit aici în arest, inclusiv liderul Partidului Național Țărănesc, Iuliu Maniu.
În închisoarea din Sighet, care avea un regim special nu numai pentru cei vii, dar și pentru cei morți, în intervalul 1950-1955 nu s-au întocmit acte de deces, iar familiile celor morți nu au fost înștiințate. Actele de moarte ale celor decedați la Sighet au fost întocmite, cu trei excepții, abia în anul 1957.

## Personalități închise la Sighet

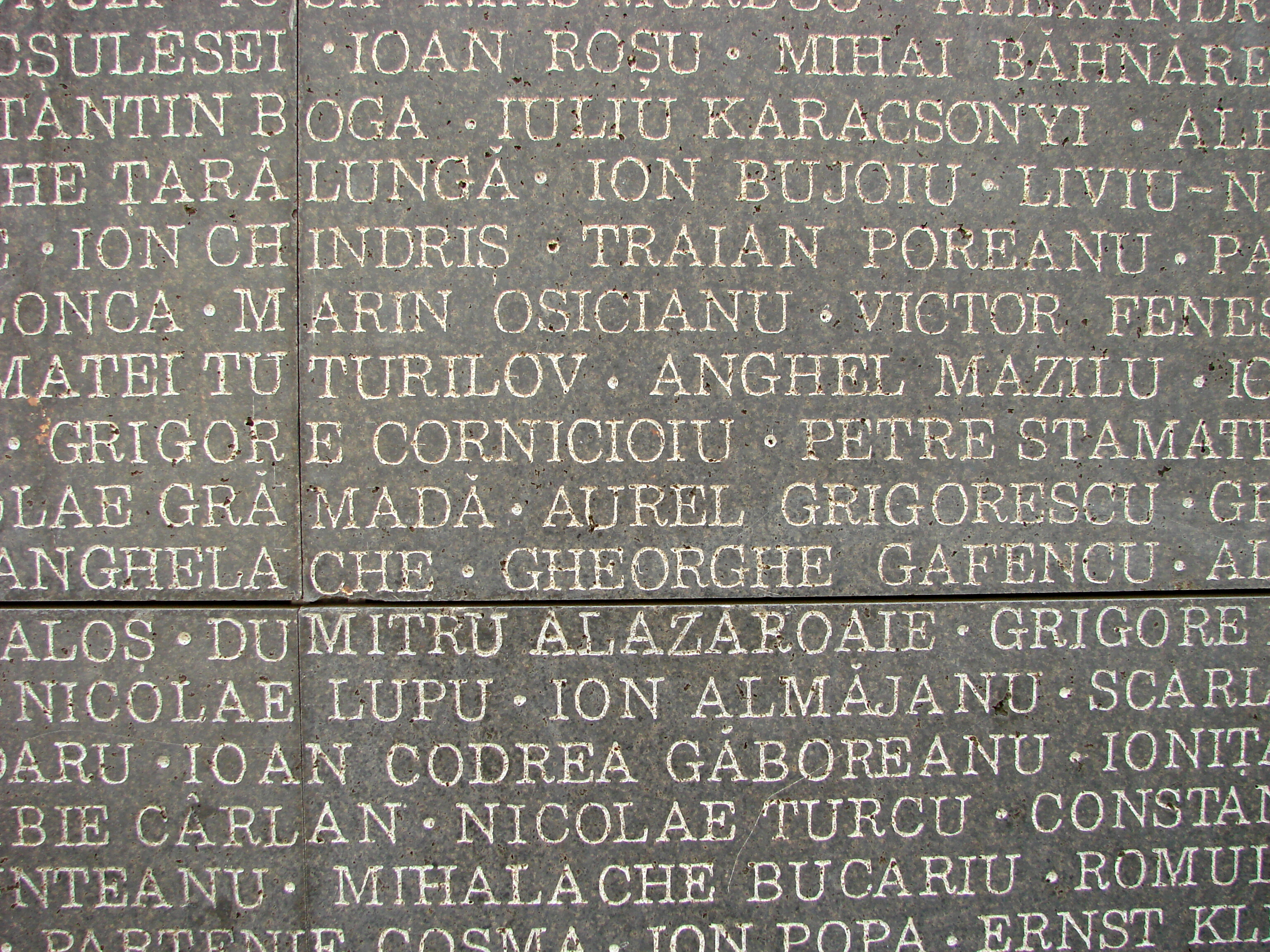
Nume ale victimelor comunismului

- Dimitrie Alimănișteanu, ministru de finanțe
- Constantin Argetoianu, fost președinte al Consiliului de Miniștri, ministru de Justiție, ministru de Finanțe, ministru de Interne, a murit în închisoare (1952?)
- Aurel Baciu, decan al barourilor de avocați din Tg. Mureș și Timișoara, subsecretar de stat în Ministerul Justiției în guvernul Octavian Goga, decedat în 1953
- Ioan Bălan (1880-1959), episcop greco-catolic de Lugoj
- Aloisiu Boga (1886-1954), vicar general al Diecezei de Alba Iulia, mort în celula 48
- Sebastian Bornemisa (1890-1953), doctor în filologie, publicist, ministru secretar de stat la Ministerul Culturii între 1937-1938, fost primar al Clujului și al Orăștiei, mort în 1953 închisoarea Sighet
- Constantin I.C. Brătianu, istoric, profesor universitar; decedat în 1950
- Gheorghe I. Brătianu
- Dumitru Burileanu, fost guvernator al Băncii Naționale, a murit în închisoare
- Ion Cămărășescu, fost ministru de Interne, mort în închisoare
- Daniel Ciugureanu, politician român basarabean, unul dintre promotorii Unirii Basarabiei cu România, doctor în medicină, deputat în Sfatul Țării de la Chișinău, președintele Consiliului de Miniștri al Republicii Democratice Moldovenești la momentul Unirii din 27 martie 1918, ministru de stat în 4 guverne ale României, deputat și senator. Potrivit evidențelor securității a murit în închisoarea Sighet pe 19 mai 1950
- Henri Cihoski, general și fost ministru al apărării naționale, a murit în închisoare (18 mai 1950)
- Arlette Coposu, soția lui Corneliu Coposu, funcționară la Ministerul de Externe; arestată în 1950 - eliberată în 1964
- Corneliu Coposu, secretar al lui Iuliu Maniu, apoi secretar general adjunct al PNȚ, arestat în 1947 - eliberat în 1962
- Anton Durcovici, episcop romano-catolic de Iași, a fost lăsat să moară de foame în închisoare.
- George Fotino, jurist și istoric român, membru corespondent al Academiei Române
- Valeriu Traian Frențiu, episcop greco-catolic de Oradea
- Grigore Georgescu, general al Armatei Române (mort în detenție, la 27 aprilie 1952)
- Pantelimon Halippa, publicist și om politic român basarabean, unul dintre cei mai importanți militanți pentru afirmarea spiritului românesc în Basarabia și pentru unirea acestei provincii cu România. A fost vicepreședintele Sfatului Țării care a votat Unirea la 27 martie 1918. A ocupat funcții de ministru în diferite guverne.
- Emil Hațieganu, politician și jurist român, membru proeminent al Partidului Național Român din Ungaria și Transilvania și succesorului său, Partidul Național-Țărănesc. A participat ca deputat în Marea Adunare Națională de la Alba Iulia.
- Iuliu Hossu, episcop greco-catolic de Cluj-Gherla
- Alexandru I. Lapedatu, fost ministru, președinte al Senatului, președinte al Academiei Române, a murit în închisoare (1950)
- Ilie Lazăr, jurist și politician (garda de corp a lui Iuliu Maniu)
- Gheorghe N. Leon, om politic român, licențiat în drept, doctor în științe economice, politice și financiare, de mai multe ori ministru
- Iuliu Maniu, președinte al Partidului Național-Țărănesc, prim-ministru al României, decedat în 1953
- Áron Márton, episcop romano-catolic de Alba Iulia
- Eduard Mirto, avocat și politician țărănist, decedat în 1954
- Ion Nistor, istoric și militant unionist bucovinean, membru al comitetului de organizare a Adunării Naționale de la Cernăuți, care a hotărât unirea cu România, în cadrul căruia a redactat Actul Unirii
- Nicolae Pais, general al Armatei Române (mort în detenție la 16 septembrie 1952).
- Petre Papacostea, secretar politic al generalului Averescu, directorul Poștelor în guvernul Averescu (1926-1927), arestat în 1952, eliberat în 1954.
- Victor Papacostea, istoric, fondator al Institutului de Studii Balcanice din București, fost subsecretar de stat la Ministerul Educatiei Nationale în guvernele Sănătescu si Rădescu, arestat în mai 1950, eliberat la 17 septembrie 1955
- Ion Pelivan, militant de vază al mișcării de eliberare națională din Basarabia, om politic, publicist, apărător și promotor al limbii române, animator al vieții culturale. A fost Ministru de Externe în guvernul Republicii Democratice Moldovenești la momentul Unirii cu România. Diplomat la Conferința de Pace de la Paris din partea României.
- Radu Portocală, avocat, om politic liberal, decedat în 1952 sau 1953
- Ioan Mihail Racoviță, general al Armatei Române (mort în detenție la 29 iunie 1954)
- Alexandru Rusu, episcop greco-catolic de Baia Mare
- Ioan Suciu, episcop greco-catolic
- Joseph Schubert, episcop romano-catolic, administrator al Arhidiecezei de București
- Gheorghe Tașcă (decedat în 12 martie 1951, închisoarea din Sighet), economist și om politic român, profesor de economie politică, rector al Academiei de Înalte Studii Comerciale, membru corespondent al Academiei Române.
- Gheorghe Vasiliu, general al Armatei Române (mort în detenție 20 septembrie 1954).
- Aurel Vlad, avocat, doctor în drept, promotor al Unirii din 1918, membru în Consiliul Dirigent, membru al Partidului Național Român și apoi fondator și fruntaș al P.N.Ț.

## Imagini

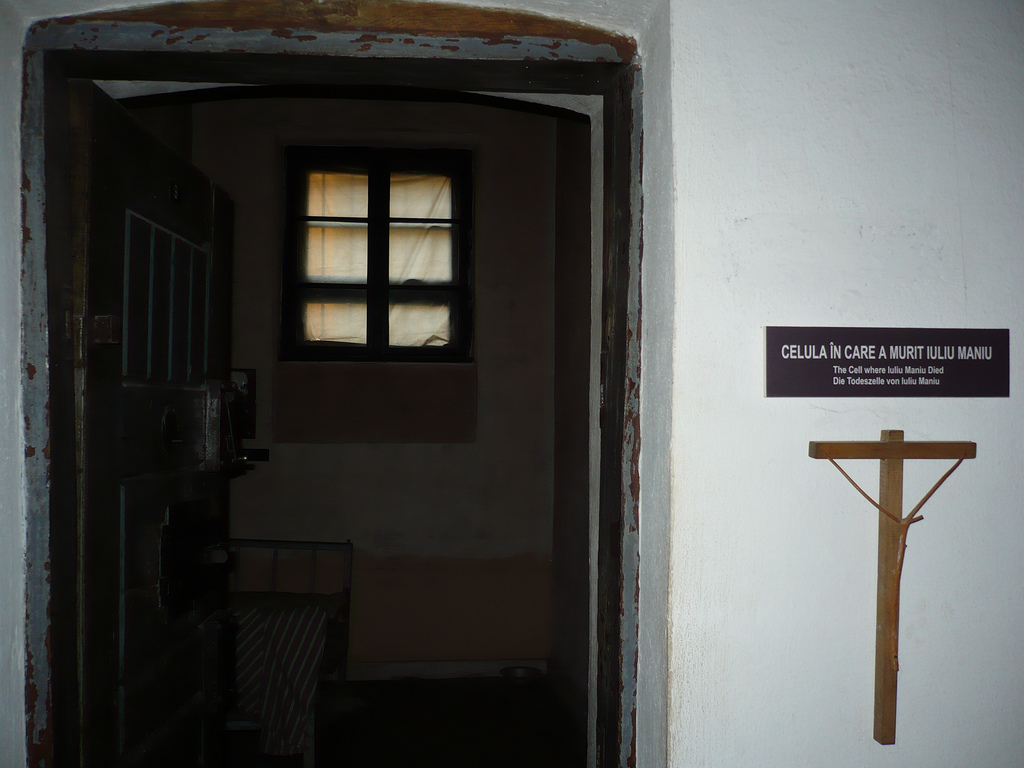
Celula în care a murit Iuliu Maniu
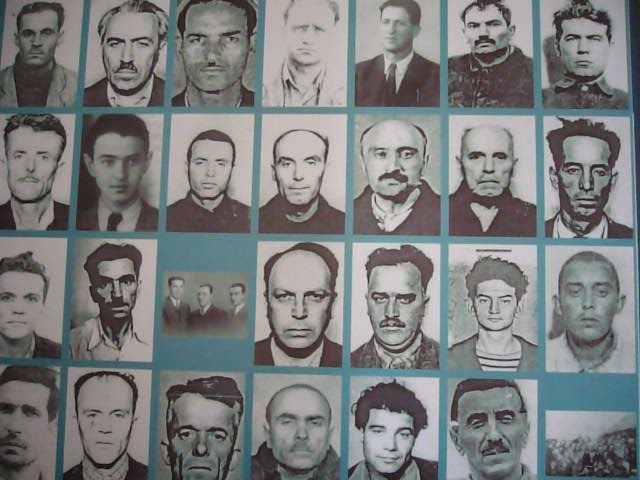
Foști deținuți
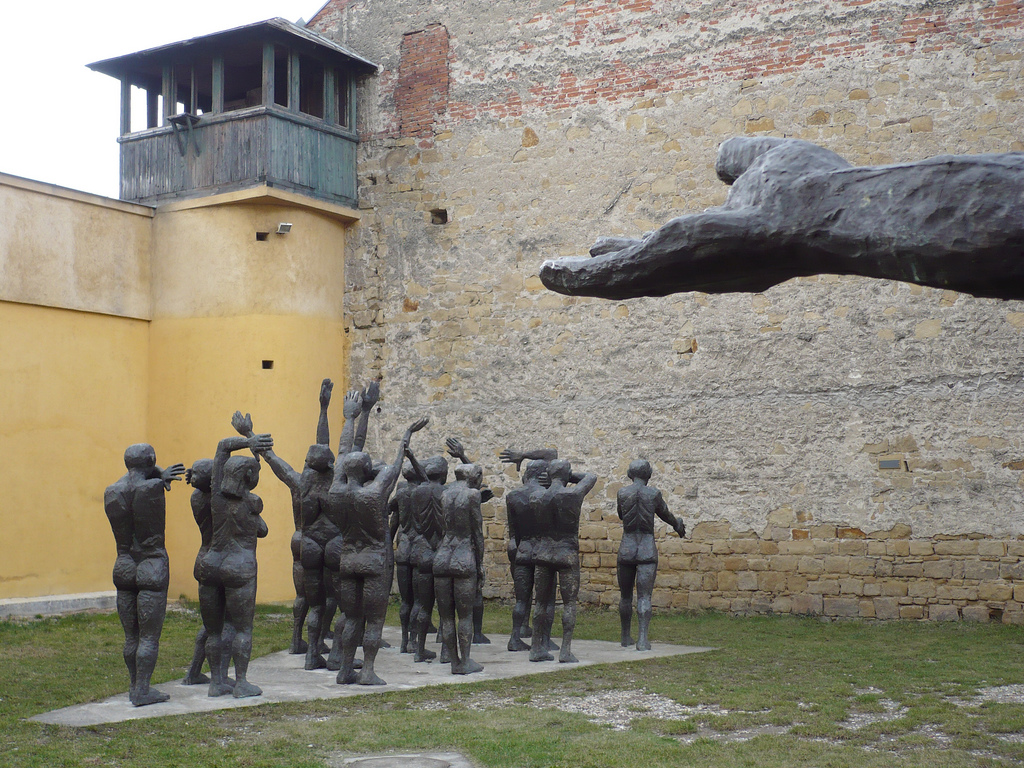
Grupul statuar "Cortegiul sacrificaților", opera sculptorului Aurel I. Vlad